# Ноа Мамет
Ноа Брайсон Мамет (англ. Noah Bryson Mamet) — посол Сполучених Штатів в Аргентині.

## Ранні роки та освіта
Мамет народився в єврейській родині в Мангеттен-Біч, Каліфорнія. 1992 року він закінчив Каліфорнійський університет у Лос-Анджелесі зі ступенем бакалавра мистецтв.

## Критика
З моменту свого призначення послом США в Аргентині, Мамета критикували за те, що входить в групу призначених «послів, які піднімали шестизначні суми» за час кампанії переобрання президента Обами у 2012 році. У грудні 2013 року, інтернет медіа-компанія BuzzFeed повідомила, що висунення Мамета послом в Аргентині сприйнялося його колегами «з несподіванкою, а в деяких випадках навіть гнівом. Донори Демократичної партії конфіденційно скаржаться, що Мамет несправедливо використовував роботу своїх клієнтів для власної політичної вигоди і отримував користь від тісних особистих відносин з менеджером кампанії президента Обами, Джима Мессіни». Група офіцерів у відставці, дипломатичної служби США, відтоді виступають за припинення призначень політичних співробітників і прихильників на посаду послів. Мамет також критикувався через відсутність «великого дипломатичного досвіду», не відвідуючи Аргентину до свого призначення.
У 2014 році п'ятнадцять колишніх президентів державного союзного департаменту службовців (англ. State Department Employees Union) зробили офіційний запит відхилення кандидатури Мамета на посаду посла, який також включав Джорджа Цуніса (англ. George Tsunis) (для Норвегії) і Коліна Белла (для Угорщини), через те, що «вони показали обмежене знання країн, в які вони були призначені» на своїх слуханнях сенатського комітету.
State Department Employees Union опублікував лист до Держдепартаменту США, що закликає до «надання згоди Сенату щодо протистояння цих трьох кандидатів.» Лист був першим у своєму роді, який встановив новий історичний прецедент, щодо посольських назначень в США.